# Овсяники (Хмельницкая область)
Овсяники (укр. Вівсяники) — село в Хмельницком районе Хмельницкой области Украины.
Население по переписи 2001 года составляло 241 человек. Почтовый индекс — 32232. Телефонный код — 3856. Занимает площадь 1,741 км². Код КОАТУУ — 6821584402.

## Местная власть
32223, Хмельницкая обл., Хмельницкий р-н, пгт Волковинцы, ул. Мира, 24